# Hans Aßmann von Abschatz

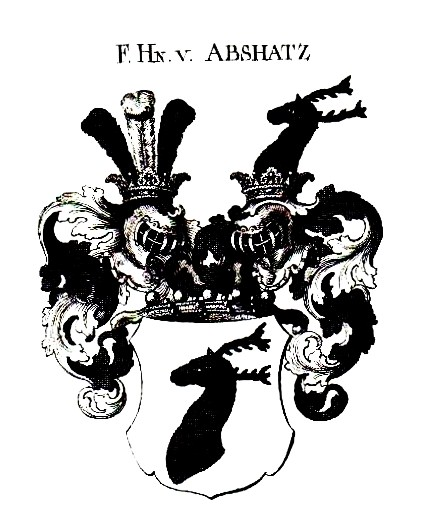
Freiherrliches Wappen

Freiherr Johann „Hans“ Aßmann von Abschatz, Pseudonym Hans Erasmus Aßmann (* 4. Februar 1646 in Würbitz bei Beuthen an der Oder, Niederschlesien; † 22. April 1699 in Liegnitz, Fürstentum Liegnitz), war ein deutscher Lyriker und Übersetzer des Barock. Er gilt als bedeutender Vertreter der Zweiten Schlesischen Schule.

## Leben
Hans Aßmann von Abschatz entstammte dem seit 1294 urkundlich nachgewiesenen schlesischen Adelsgeschlecht von Abschatz. Seine Eltern waren Johann Eraßmus von Abschatz auf Koiskau, Poselwitz und Zobel und Margarete von Kanitz. Er wuchs in Liegnitz auf, wo sein Vater das Amt eines Landesbestellten des damals piastischen Herzogtums Liegnitz bekleidete. Mit vier Jahren erkrankte Abschatz an Blattern und verlor im selben Jahr den Vater. Als er 13 Jahre alt war, starb seine Mutter. Die Vormundschaft und Erziehung übernahm nun sein Oheim Georg Friedrich von Abschatz.
Von 1658 bis 1664 besuchte Abschatz das Gymnasium in Liegnitz. Anschließend studierte er Rechtswissenschaften in Straßburg und Leiden und unternahm eine Studienreise durch Holland, Frankreich und Italien. Nach der Rückkehr 1669 übernahm er mit 23 Jahren die Bewirtschaftung seiner ererbten Güter Wirrwitz, Lederhose, Zobel, Petschkendorf, Ober-Bärschdorf und Nieder-Göllschau. Im selben Jahr vermählte er sich am 3. Dezember mit Anna, einer Tochter des Landesältesten des Fürstentums Liegnitz, Wolf Caspar von Hund und Alten-Grottkau.
Nachdem das Herzogtum Liegnitz 1675 nach dem Tod des Herzogs Georg Wilhelm, mit dem das Geschlecht der Schlesischen Piasten im Mannesstamm erlosch, als erledigtes Lehen an die Krone Böhmen heimgefallen war, wurde Abschatz 1679 Landesbestellter des Erbfürstentums Liegnitz und als Abgeordneter der Liegnitzer Stände zu den Schlesischen Fürstentagen entsandt. Da er sich erfolgreich für die angestammten Liegnitzer Rechte einsetzte, genoss er hohes Ansehen. Zudem setzte er sich für die freie Glaubensausübung der schlesischen Protestanten ein.
Für seine Verdienste wurde er am 26. August 1695 von Kaiser Leopold I. in den Freiherrnstand erhoben. Bei seinem Tod 1699 hinterließ er vier Söhne und zwei Töchter. Seine Frau Anna, die er in seinen Liebesgedichten Amaranthe und Anemone nannte, starb im selben Jahr.

## Literarisches Wirken
Bereits als Gymnasiast zeigte Abschatz poetisches Talent bei Schulaufführungen. Zudem verfasste er 1664–68 Liebesgedichte, die später unter dem Titel „Anemons und Adonis Blumen“ veröffentlicht wurden.
Als Dichter war Abschatz, der auch unter dem Pseudonym Hans Erasmus Aßmann schrieb, nur einem kleinen Freundes- und Kollegenkreis bekannt, u. a. Christian Hoffmann von Hoffmannswaldau, Christian Knorr von Rosenroth, Friedrich von Logau und seinem engen Freund Daniel Caspar von Lohenstein. Bei seinem Tod 1699 lag lediglich eine Übersetzung als Ganzschrift im Druck vor, eigene Gedichte waren nur vereinzelt in den ersten Bänden der Neukirch'schen Sammlung (1695–1727) erschienen. Dennoch genossen Abschatz' manchmal relativ schlichte und im volkstümlichen Ton verfasste Gedichte hohe Wertschätzung. Christian Gryphius trug die Gedichte schließlich zusammen und veröffentlichte sie zusammen mit einem ausführlichen Vorwort (Ehren-Gedächtniss). In dieser Sammlung sind u. a. 59 religiöse Gedichte unter der Überschrift Himmelschlüssel oder Geistliche Gedichte zu finden. Mehrere dieser durch „schlichte Frömmigkeit“ wirkenden Gedichte wurden in die Gesangbücher aufgenommen, u. a. die Sterbelieder Nun hab ich überwunden und Herr, die Stund ist angebrochen.
Abschatz' Gedicht Betrachtung funffzig-jährigen Lebens-Lauffs kann wegen der darin enthaltenen realistischen Schilderungen als Autobiographie gelten.
Vor Allem [sahen] seine Zeitgenossen [… in dem] Umstande, daß ein Adliger eine solche Stellung zur Poesie einnahm, einen günstigen Umschwung der Litteraturverhältnisse, durch den nun Deutschland dem Auslande, vor Allem Frankreich und England, nacheifern werde. Auch er selbst deutet wiederholt an, daß er in diesem Sinne auf seine Standesgenossen einwirken möchte: der Adel ohne persönliches Verdienst sei ein leeres Haus auf fremden Grund gebaut.

### Übersetzungen
Abschatz übersetzte das Schäferspiel Il pastor fido von Giovanni Battista Guarini, das unter dem Titel Der teutsch-redende treue Schäffer des berühmten Welschen Guarini  erschien sowie die Scherzsonette von Alexander Adimari im Stil Lohensteins. Die Guarini-Übersetzung richtete Abschatz für die Bühne ein und ließ sie nach eingehender Korrektur durch Hoffmannswaldau vermutlich zwischen 1672 und 1678 drucken.
Als Meisterwerk seiner Übersetzungstätigkeit gilt die Übertragung einer Ode von Marc Antoine de Saint-Amant, La Solitude (Die angenehme Wüsteney).

### Gedichtbeispiel
Beschwer über den Bart
Was ist bey schönem Mund ein starck gewachsner Bart/
Der Liebe Wespen-Nest/ ein Dornstrauch um die Rosen/
Ein Stoppel süsser Frucht/ ein scharffer Distel-Zaun/
Ein Schrancken/ welchen wir den Hafen sperren schaun/
Ein spitzer Schifer-Felß in stiller Venus-Fahrt?
Wer preist die Käste/ so die Stachel-Schale deckt.
Die Perle/ welche noch in rauher Muschel steckt?
Mit was für Anmutt ist dem Barte liebzukosen.

### Werke
- Das anmutthige Grab der... Frauen Helena Elisabetha vermaehlter von Hund, gebohrner von Kalkreut... bey abgestattetem letzten Ehren und Freundschaffts-Dienste, den 22. Maymonats im Jahr 1680. mittleidig beleuchtet und wolmeinend vorgestellet. Bresslau, in der Baumannischen Erben Druckerey, druckts Gottfried Gruender, 1680.
- Zeitgenössische Sammlung: Christian Gryphius (Hrsg.): Poetische Ubersetzungen und Gedichte. 4 Bände. Bauch, Leipzig und Breslau, 1704.[5]
- Abschatz, Hans Assmann von: Poetische Ubersetzungen und Gedichte. Leipzig, 1704. Digitalisat und Volltext im Deutschen Textarchiv.
  - Faksimile der Ausgabe von 1705 (hrsg. von Erika Alma Metzger): Poetische Übersetzungen und Gedichte . Lang, Bern, 1970.
- Gedichte (Auswahl; hrsg. von Erika Alma Metzger), Lang, Bern 1973.